# 又吉直樹の椿説ぶらり名作百景
『又吉直樹の椿説ぶらり名作百景』（またよしなおきのちんせつぶらりめいさくひゃっけい）は、隔週火曜 22時00分 - 22時30分にNOTTVで放送されているバラエティ番組。2016年1月に放送開始。NOTTVが2016年6月30日正午で放送終了した。

## 概要
毎回、ある作家の1作品を取り上げ、そのゆかりの地を又吉直樹（ピース）と美女がぶらり旅をする番組。

## 出演者
レギュラー
- 又吉直樹(ピース)

## 放送リスト
| タイトル                        | 美女ゲスト                               | 前編          | 後編          |
| ------------------------------- | ---------------------------------------- | ------------- | ------------- |
| 芥川龍之介「或阿呆の一生」      | 純名里沙                                 | 2016年1月26日 | 2016年2月9日  |
| 湯島・本郷編                    | 八田亜矢子、木村美紀                     | 2016年2月23日 | 2016年3月8日  |
| 又吉vs文豪 時空を超えた十番勝負 | 純名里沙、木村綾子、八田亜矢子、木村美紀 | 2016年3月22日 | 2016年3月29日 |